# بنجامين ويلسون (لاعب كرة قدم)
بنجامين ويلسون (بالإنجليزية: Benjamin Wilson)‏ هو حكم كرة قدم ولاعب كرة قدم أسترالي، ولد في 26 يونيو 1975.